# Ostrov u Bezdružic
Ostrov u Bezdružic település Csehországban, az Észak-plzeňi járásban. Ostrov u Bezdružic Křelovice, Konstantinovy Lázně, Bezdružice, Krsy, Úterý, Úněšov és Blažim településekkel határos. Lakosainak száma 198 fő (2024. január 1.).

## Népesség
A település lakosságának változását az alábbi diagram mutatja:
| Lakosok száma | 497  | 574  | 556  | 258  | 239  | 203  | 210  | 209  | 202  | 198  |
|               | 1869 | 1890 | 1921 | 1950 | 1980 | 2001 | 2017 | 2019 | 2022 | 2024 |